# Shipley Erskine, 14. Earl of Buchan
Shipley Gordon Stuart Erskine, 14. Earl of Buchan (* 27. Februar 1850; † 16. April 1934 in London), war ein schottischer Adeliger.

## Leben
Er war der Sohn von David Stuart Erskine, 13. Earl of Buchan, aus dessen erster Ehe mit Agnes Graham. Beim Tod seines Vaters erbte er dessen Adelstitel Earl of Buchan, Lord Auchterhouse und Lord Cardross.
Erskine arbeitete zeit seines Lebens als Friedensrichter für Cambridgeshire. Er starb am 16. April 1934 in London, sein Leichnam wurde nach der Überführung bei seinen Vorfahren in der Dryburgh Abbey beigesetzt.
Er war einmal verheiratet. Aus der Ehe, geschlossen am 9. November 1876 mit Rosalie Louisa, Tochter des Jules-Alexandre Sartoris (1831–63), stammten drei Kinder: 
- Ronald Douglas Stewart Mar Erskine, 15. Earl of Buchan (1878–1960), sein Titelerbe;
- Lady Muriel Agnes Stuart Erskine (1879–1967), ⚭ 1903 Hon. Charles Heathcote-Drummond-Willoughby, Sohn des 1. Earl of Ancaster;
- Lady Evelyn Hilda Stuart Erskine (1883–1939), ⚭ 1903 Walter Guinness, 1. Baron Moyne.